# Megapselaphus nebulosus
Megapselaphus nebulosus là một loài bọ cánh cứng trong họ Melandryidae. Loài này được Fauvel miêu tả khoa học năm 1905.